# Boca del Monte (Chiriquí)
Boca del Monte es un corregimiento del distrito de San Lorenzo en la provincia de Chiriquí, República de Panamá. La localidad tiene 2.143 habitantes (2010).

## Historia
Es la entrada principal que dirige a la Comarca Ngäbe-Buglé. Es un corregimiento que posee numerosas sub-divisiones, por lo tanto es uno de las habitados del oriente de la  Provincia de Chiriquí. La mayoría de sus habitantes se dedican a la actividad ganadera, porcina y avícola. Otra de sus actividades es la siembra y cosecha de frutos, hortalizas, leguminosas, etc. El patrono de esta comunidad es Juan Bosco, y su festividad es el 31 de enero.